# Ruellia lechleri
Ruellia lechleri är en akantusväxtart som beskrevs av Nathaniel Lord Britton och Henry Hurd Rusby. Ruellia lechleri ingår i släktet Ruellia och familjen akantusväxter. Inga underarter finns listade i Catalogue of Life.